# Myrcinus octispinus
Myrcinus octispinus es una especie de mantis de la familia Mantidae.

## Distribución geográfica
Se encuentra en las Islas de la Sonda.